# Ilex krugiana
Ilex krugiana är en järneksväxtart som beskrevs av Ludwig Eduard Loesener och Ignatz Urban. Ilex krugiana ingår i släktet järnekar, och familjen järneksväxter. Utöver nominatformen finns också underarten I. k. paciportensis.